# Rinspeed
Rinspeed è una casa automobilistica svizzera specializzata nel recupero di auto antiche e nella preparazione di auto moderne (come le Porsche e le Subaru) ed è solita presentare ogni anno concept car per il Salone dell'automobile di Ginevra. Questi modelli, molto particolari, sono dovuti a Frank M. Rinderknecht che ha fondato l'azienda nel 1979.

## Concept cars

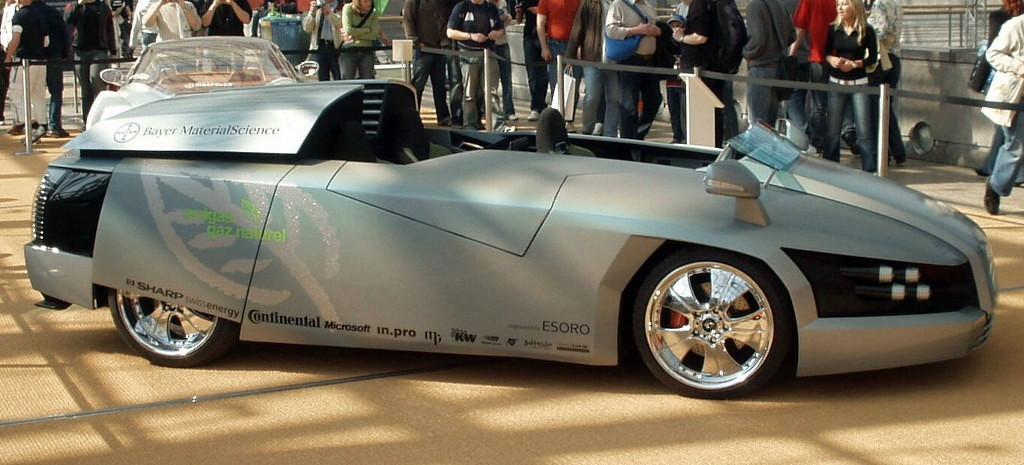
La Rinspeed Senso

- Exasis: piccola vettura con due posti in linea dotata di carrozzeria in plastica trasparente. Dal peso di 750 kg è alimentata da biocombustibile.
- Presto: auto 4 o 2 posti con la particolarità che si può allungare o accorciare a piacimento fino a 75 cm per facilitare il parcheggio e le manovre.
- Senso: l'auto, presentata nel 2005, è la più sofisticata elettronicamente prodotta dalla Rinspeed. È dotata di doppio sistema di alimentazione a benzina e gas con un motore di una Porsche Boxster. Ha tre posti con quello di guida posizionato al centro. Le portiere si aprono verticalmente. Tramite un orologio biometrico ed una telecamera che inquadra la strada analizza lo stato emotivo del conducente cambiando di conseguenza il colore degli interni divenendo verde: colore base,  blu: con conducente arrabbiato, arancione: con conducente assonnato.

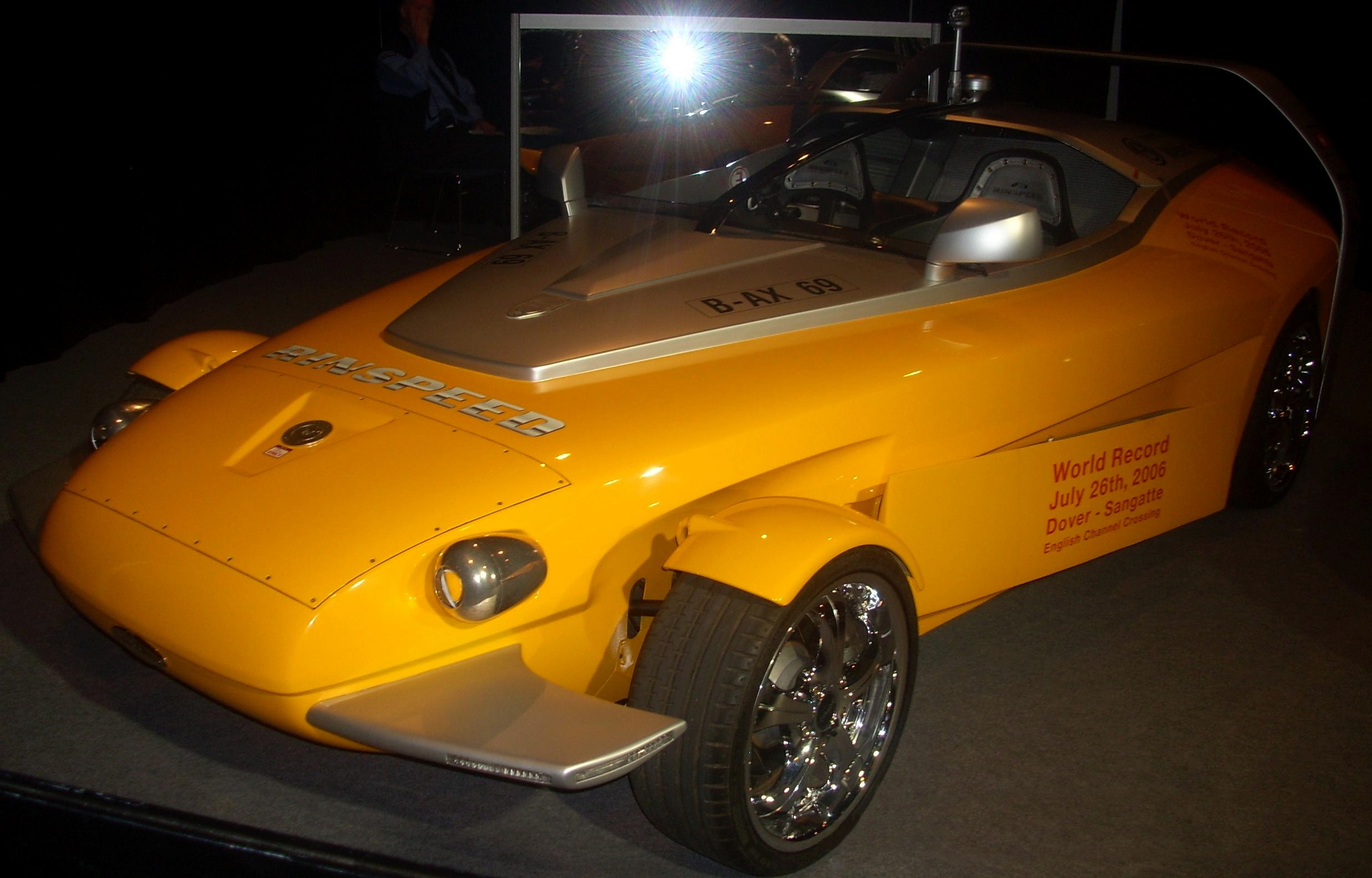
La Rinspeed Splash

- Bedouin: veicolo ibrido a gas naturale derivato dalla Porsche 996 Turbo con assetto rialzato specifico per uso in fuoristrada e carrozzeria modificabile posteriormente da coupé a pick-up grazie a pannelli in Plexiglas componibili con inserti in Swarovski nella stessa struttura vetrata e nel logo posteriore, interni in pelle naturale color caramello con particolari in Swarovski, schermo DVD nel cielo dell'abitacolo vicino al retrovisore interno e volante modificato a mo' di cloche di aeroplano.
- Splash: automobile anfibia equipaggiata con alette idrodinamiche che le permettono di sollevarsi sul pelo dell'acqua. Nel 2006 l'auto è riuscita ad attraversare il canale della Manica con un tempo poco al di sopra delle tre ore, benché dichiarato che alla velocità massima il tempo limite sarebbe potuto essere di ben mezz'ora. Con l'impresa Rinderknecht si è guadagnato il posto nel Guinness dei primati per la "più veloce traversata della manica con un'automobile aliscafo".
- zaZen: auto sportiva derivata dalla Porsche 911 Carrera S.
- sQuba: prima auto sottomarina al mondo.